# 生活公約
生活公約是由教師與學生在平等的會議中共同制定的規範，取代威權體制教育中由權威單方面制定的校規。生活公約的執行有賴師生共同努力，不過在多所民主學校實驗成功後，已被正視為一種取代校規的可行方案。
生活公約建立在一個完全不同於威權體制教育的思維，即校園民主。因為校園中的立法機制中，師生平等，才能建立生活公約。事實上，在民主學校中，往往師生平等的會議會是最高權力機構。
師生共治的理想，在多所民主學校的實驗成功後，也證明不是天方夜譚。但是，也有一些因為界限不清或司法機制不良而失敗的例子。
在民主學校還不普遍時，人們常懷疑學生是否能理性地制定公約並遵守？學生有自律的能力嗎？事實證明，學生是需要學習的。如果沒有空間讓他們學習自律，當然培養不出好的民主素養，上述的質疑是倒果為因。在民主學校的成功經驗中顯示，創校初期的學生可以慢慢學會民主素養，而當風氣建立好後，新進的學生很快便進入狀況。
生活公約是一個培養自律能力的機制，能有效兼顧規律與自由，只是威權體制教育者往往害怕學生握有權力後會難以控制，生活公約背後的師生平等更是難以忍受，故生活公約目前僅在民主學校和少數另類學校、在家自學團體中使用。